# Liubov Kótxetova
Liubov o Liudmila Kuzmínitxna Kótxetova (en rus: Любовь Кузьминична Кочетова), (Baríssau, RSS Belarús, 12 de juliol de 1929 - Tula, 4 de novembre de 2010) va ser una ex-ciclista soviètica. Especialista en la persecució, va aconseguir 2 medalles a les primeres edicions dels Campionats mundials de l'especialitat. També va guanyar nombrosos campionats nacionals en pista.

## Palmarès
- 1958
  -  Campiona del món de persecució